# Mount Robinson (Viktorialand)
Mount Robinson ist ein 2430 m hoher Berg im ostantarktischen Viktorialand. In den Admiralitätsbergen ragt er am Kopfende des DeAngelo-Gletschers auf.
Der britische Polarforscher James Clark Ross entdeckte ihn am 15. Januar 1841 im Verlauf seiner Antarktisexpedition (1839–1843). Ross benannte ihn nach dem britischen Astronomen Thomas Romney Robinson (1792–1882), einem der glühendsten Verfechter geomagnetischer Forschungsarbeiten in der Antarktis und Mitglied der British Association for the Advancement of Science, die Ross’ Forschungsreise unterstützt hatte.